# Kugler Bimétal
Kugler Bimetal SA est une entreprise métallurgique suisse active dans le domaine de la fonderie, établie à Genève depuis 1863.
Elle fabrique essentiellement des pièces de bronze antifriction à support d'acier (Bimetal) depuis la vente en 1996 de ses activités de robinetterie.

## Activités
L'entreprise conçoit des pièces Bimétal, acier et bronze-Tokat, qui peuvent être utilisées dans des conditions extrêmes (vitesses élevées, fortes charges, lubrification) et qui allient la résistance de l’acier aux propriétés de glissement du bronze.
Elle compte notamment pour clients Caterpillar, Liebherr, Airbus, Boeing et Asea Brown Boveri.

## Histoire
L'entreprise est créée à Lausanne en 1854 par le Wurtembourgeois Charles Kugler (né en 1822 à Stuttgart et naturalisé genevois en 1868), sur la base d'un atelier de fondeur-fourbisseur qu'il y avait ouvert en 1846 et qui fabriquait des lampes à huile et à pétrole et de la robinetterie. Elle est déplacée à Genève en 1863 sous la raison sociale Charles Kugler-Deleiderrier, puis installée en 1870 dans le quartier de la Coulouvrenière.
En 1923, le fils de Charles Kugler, Jean Kugler, fonde la fabrique J. Kugler fils aîné SA. Celle-ci occupe en 1930 les anciennes usines Gardy, dans le quartier de la Jonction. Elle prend le nom de Kugler fonderie et robinetterie SA en 1937. 
Deux produits font la réputation de l'entreprise à partir de 1946 : les robinets haut de gamme (Kugler) et des pièces de bronze antifriction à support d'acier (Bimetal) fabriquées dans les usines du Lignon (Kugler Bimetal SA). 
Le rachat de la robinetterie en 1996 par son concurrent genevois Similor SA donne naissance à Similor Kugler, leader du marché en Suisse (380 personnes en 2006 dans deux usines, à Carouge et Wallisellen).
Kugler Bimetal SA est rachetée en 2019 par la société d'investissement Decalia Capital.

### Chiffre d'affaires
- 2004 : 16 millions de francs suisses[1]
- 2008 : près de 25 millions[1]
- 2019 : 20 millions[5]

### Nombre d'employés
- 1998 : 60 personnes[3]

## Distinctions
- 2006 : Prix de l'Industrie de la ville de Genève

- 2022 : prix de l'innovation du canton de Genève[6]